# دایسوکه آندو
دایسوکه آندو (ژاپنی: 安東 大介؛ زادهٔ ۱۸ ژوئیهٔ ۱۹۹۱) یک بازیکن فوتبال اهل ژاپن است.
از باشگاه‌هایی که در آن بازی کرده‌است می‌توان به باشگاه فوتبال فوجی‌ئدا اشاره کرد.